# Brzeski Okręg Etapowy
Brzeski Okręg Etapowy – okręg etapowy Wojska Polskiego.

## Formowanie i zmiany organizacyjne
Brzeski Okręg Etapowy powołano w marcu 1919. Obsługiwał Grupę gen. Antoniego Listowskiego.